# ウースチー・ナド・ラベム・トロリーバス
ウースチー・ナド・ラベム・トロリーバス（チェコ語: Trolejbusová doprava v Ústí nad Labem）は、チェコの都市であるウースチー・ナド・ラベム市内に路線網を有するトロリーバス。2021年現在は路線バスと共に、ウースチー・ナド・ラベム市が全株を所有するウースチー・ナド・ラベム市交通会社によって運営が行われている。

## 歴史
1970年に路面電車（ウースチー・ナド・ラベム市電）が廃止されて以降、ウースチー・ナド・ラベムの公共交通の需要は路線バスによって賄われたが、住宅団地の整備による需要の拡大に伴い、バスに加えて新たな公共交通機関が求められるようになった。そこで、ウースチー・ナド・ラベム市はそれ以前から計画されながらも却下されていたトロリーバスの建設を1981年に決定し、1984年から最初の路線の建設が始まり、1988年7月1日に最初の路線である51号線（Stříbrníky - Holoměř）の営業運転が始まった。
それ以降、輸送力が逼迫していた路線バスの系統に代わる形で拡大が続き、1994年時点で7系統・総延長25 kmの路線網が築かれた。チェコ国内のトロリーバス網がモータリーゼーションの影響に晒された2000年代以降でも、2004年に路線バスを補完するグロバス（Globusu）方面へ向かう62号線が、翌2005年にも路線バス網の一部を置き換える形で新たな系統となる60号線が、そして2007年には60号線を延伸する形でエルベ川を跨ぐ区間が開通している。

## 運用
2021年現在、ウースチー・ナド・ラベムには13系統のトロリーバス路線が存在しており、うち2系統は夜間に設定されている深夜バスである。
| 系統番号 | 起点           | 終点           | 備考                                        |
| -------- | -------------- | -------------- | ------------------------------------------- |
| 51       | Mírová         | Skalka         |                                             |
| 53       | Severní Terasa | Dobětice       |                                             |
| 54       | Všebořice      | Dobětice       |                                             |
| 55       | Severní Terasa | Žežická        | Severní Terasa - Mírová間は一部の便のみ運行 |
| 56       | Všebořice      | Pod Vyhlídkou  |                                             |
| 57       | Klíše Lázně    | Mojžíř         |                                             |
| 58       | Klíše lázně    | Mojžíř         | 学校開校日のみ運行                          |
| 59       | Klíše lázně    | Pod Vyhlídkou  | 学校開校日のみ運行                          |
| 60       | Mírová         | Karla IV.      |                                             |
| 61       | Severní Terasa | Staré Předlice |                                             |
| 62       | Globus         | Karla IV.      |                                             |
| 43       | Severní Terasa | Dobětice točna | 深夜バス                                    |
| 46       | Všebořice      | Pod Vyhlídkou  | 深夜バス                                    |

## 車両
2020年12月31日時点でウースチー・ナド・ラベムに在籍するトロリーバス車両は以下の通り。これらのうち、シュコダ15Tr（15Tr、15TrM）は老朽化が進んでおり、シュコダ27Trの増備によって置き換えられる事になっている。
| 形式         | 形式          | 両数 | 備考                              |
| ------------ | ------------- | ---- | --------------------------------- |
| シュコダ15Tr | シュコダ15Tr  | 15両 | 連節バス                          |
| シュコダ15Tr | シュコダ15TrM | 15両 | 連節バス シュコダ15Trの近代化車両 |
| シュコダ21Tr | シュコダ21Tr  | 2両  |                                   |
| シュコダ25Tr | シュコダ25Tr  | 6両  | 連節バス                          |
| シュコダ27Tr | シュコダ27Tr  | 19両 | 連節バス                          |
| シュコダ28Tr | シュコダ28Tr  | 18両 | 3軸バス                           |

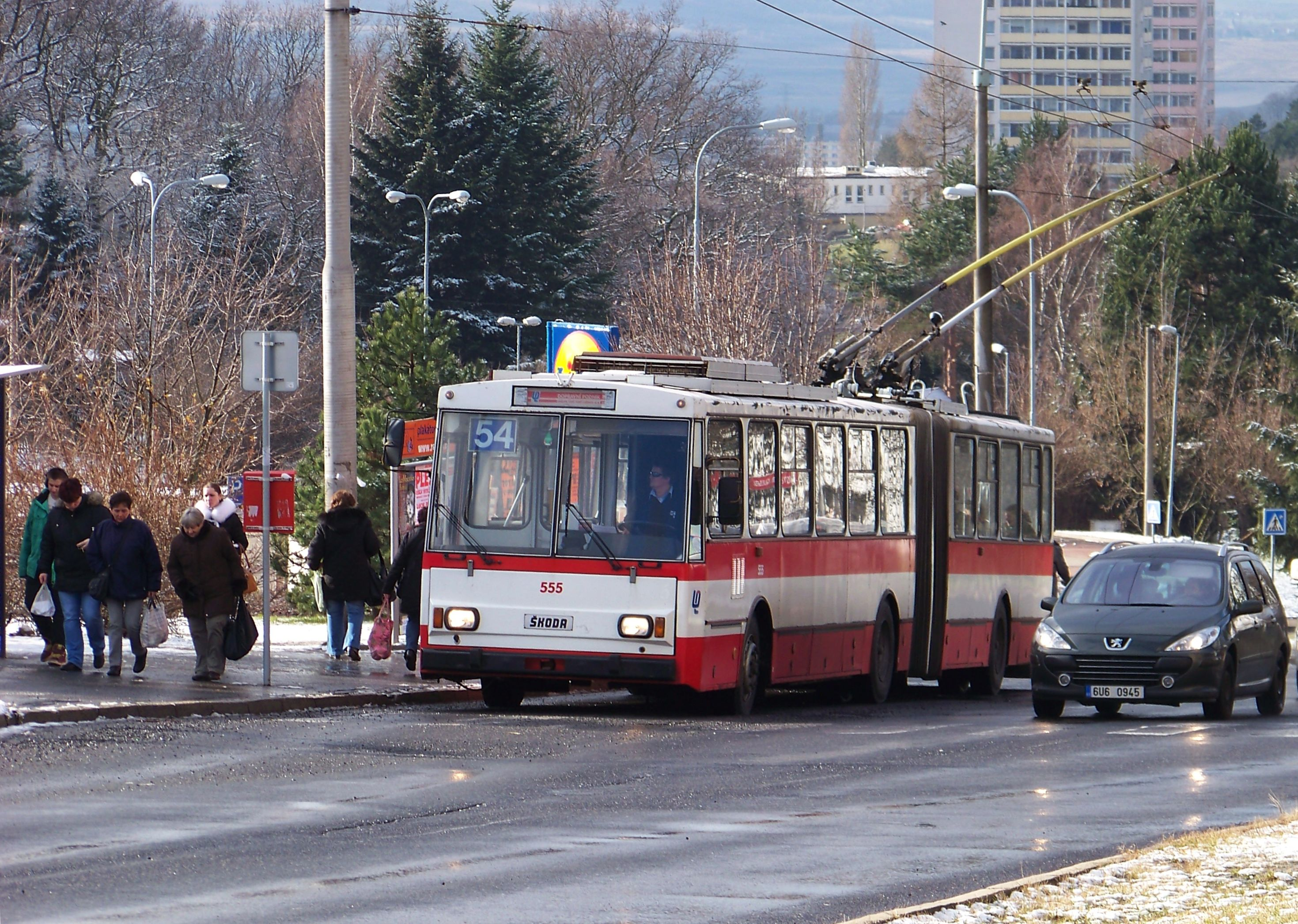
シュコダ15Tr（2012年撮影）
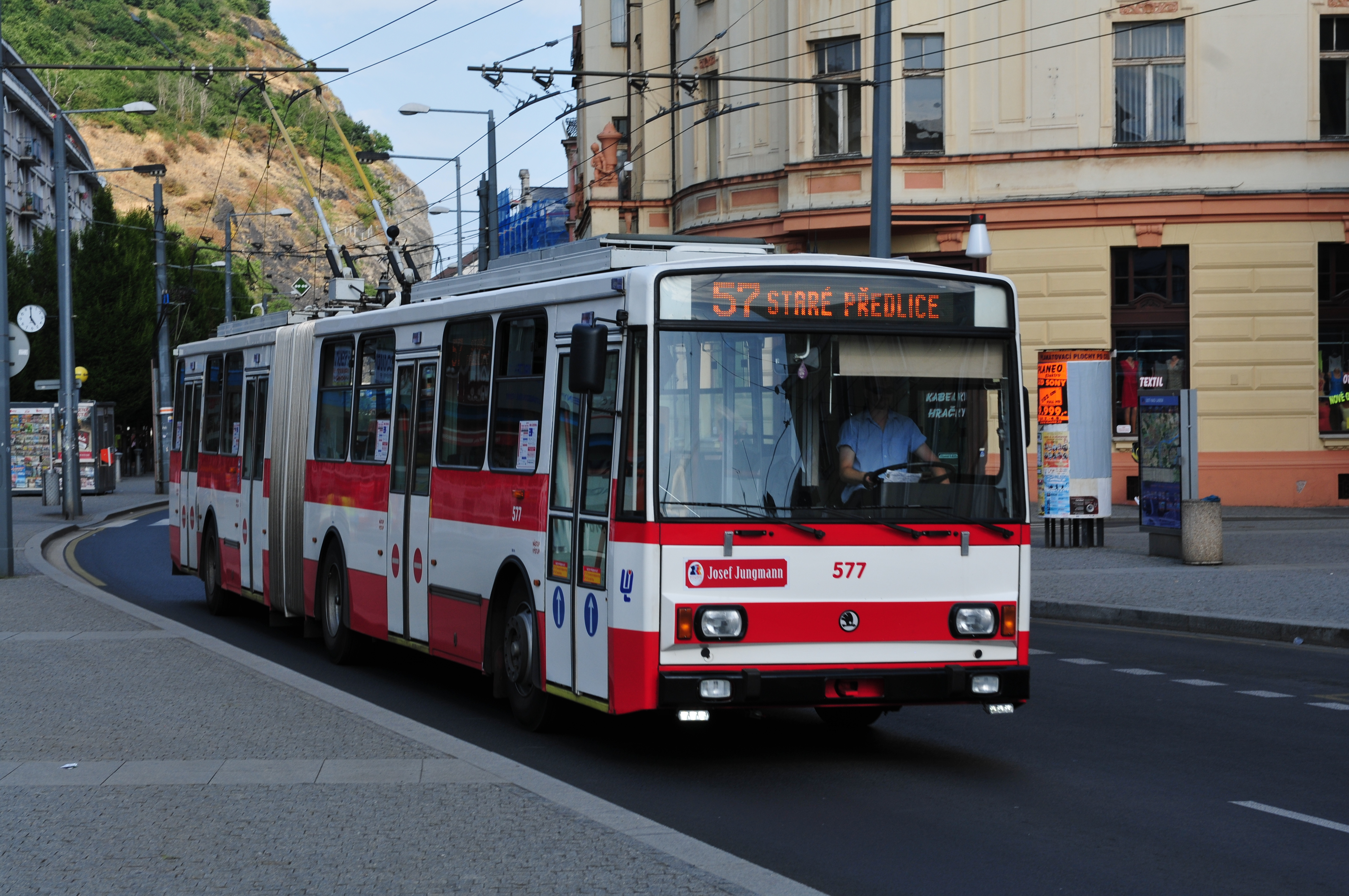
シュコダ15TrM（2013年撮影）
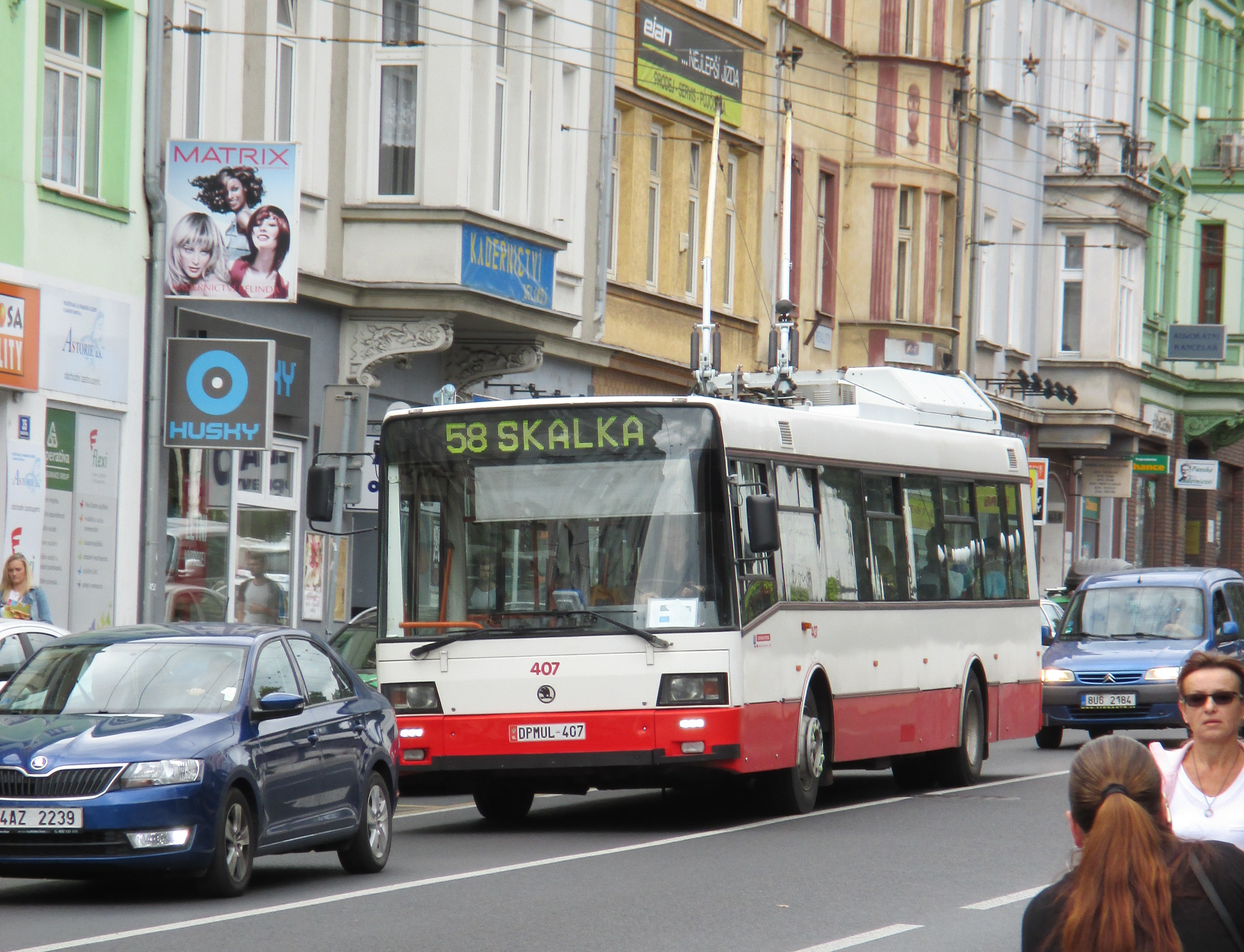
シュコダ21Tr（2019年撮影）
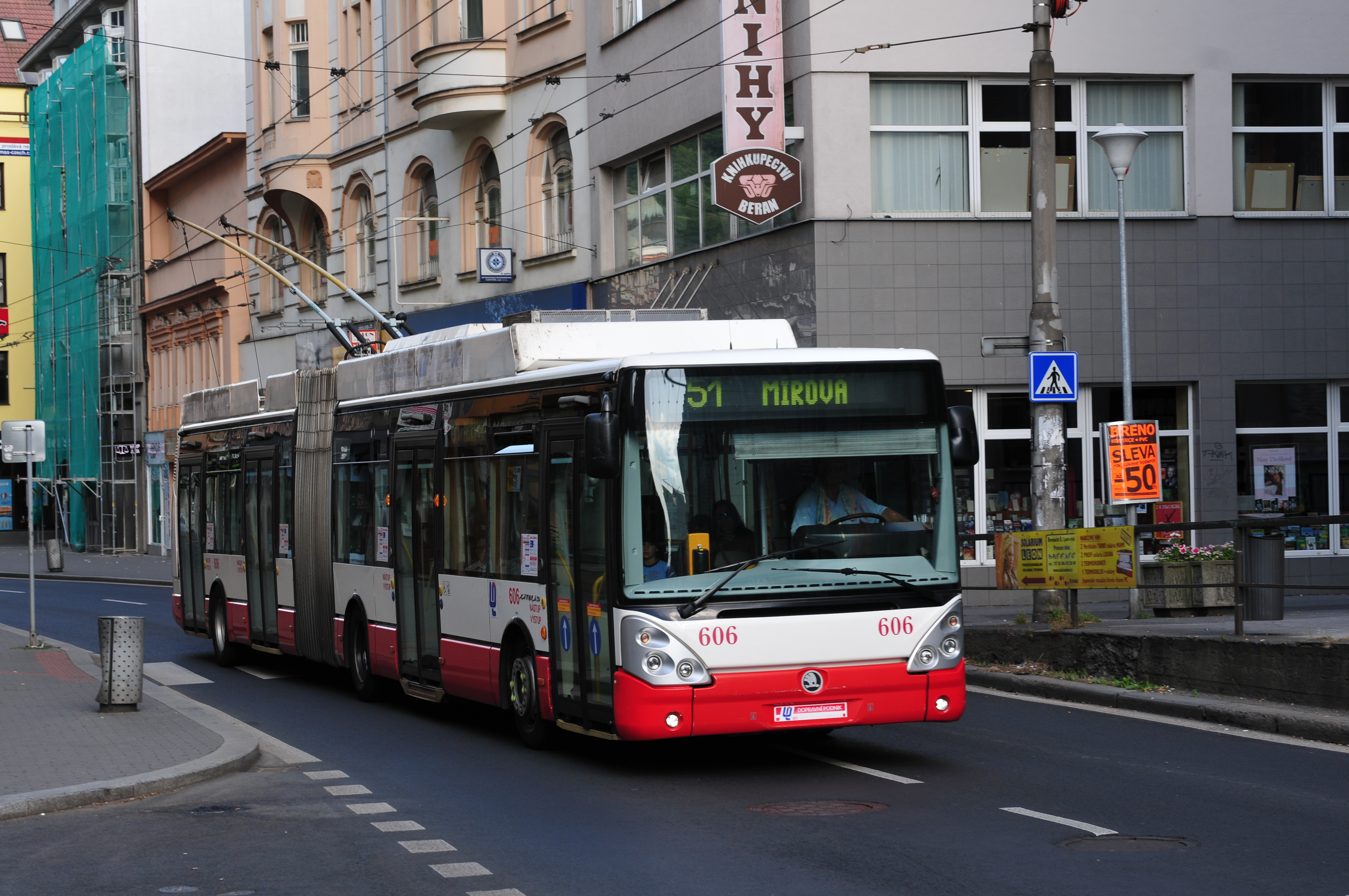
シュコダ25Tr（2013年撮影）
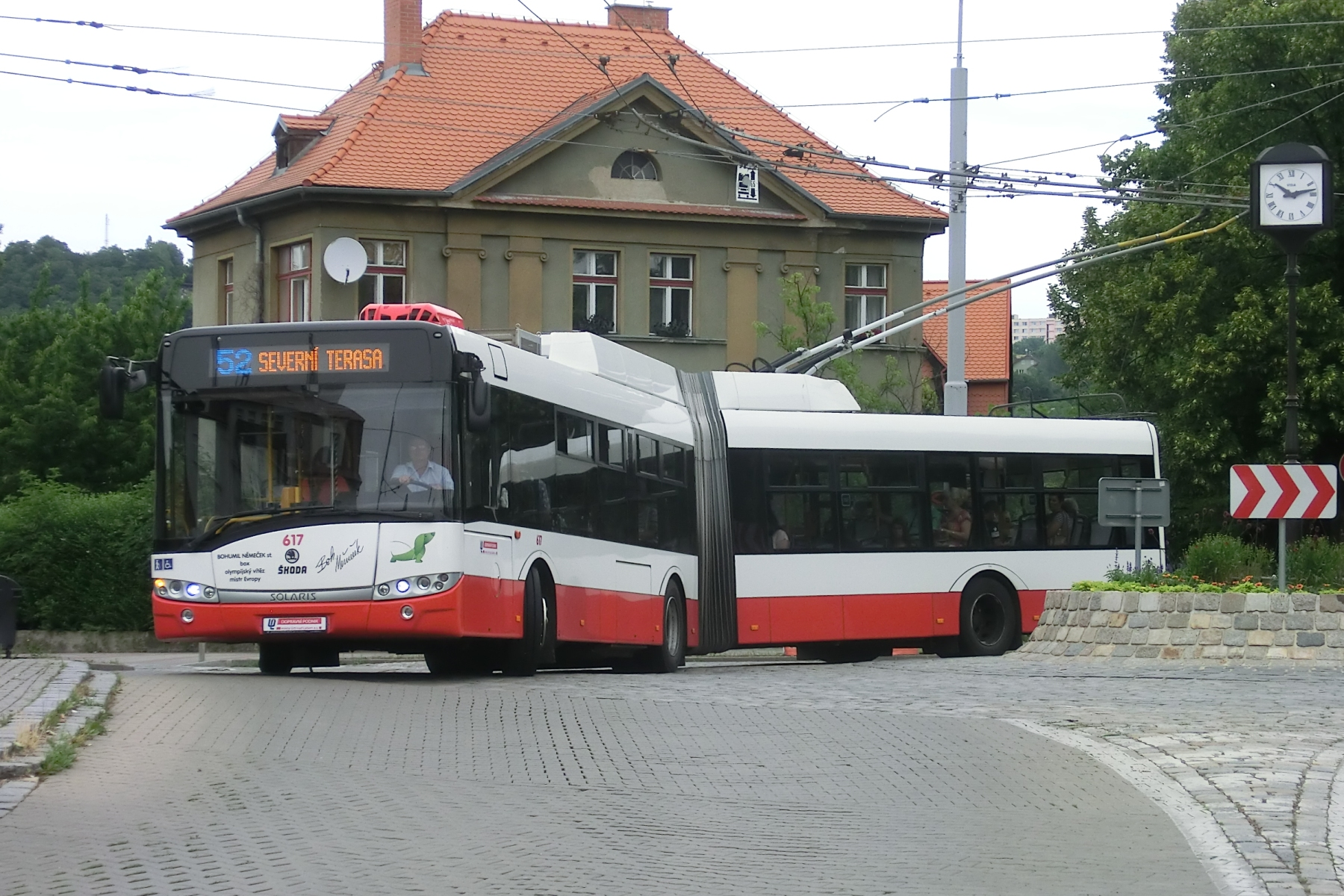
シュコダ27Tr（2017年撮影）
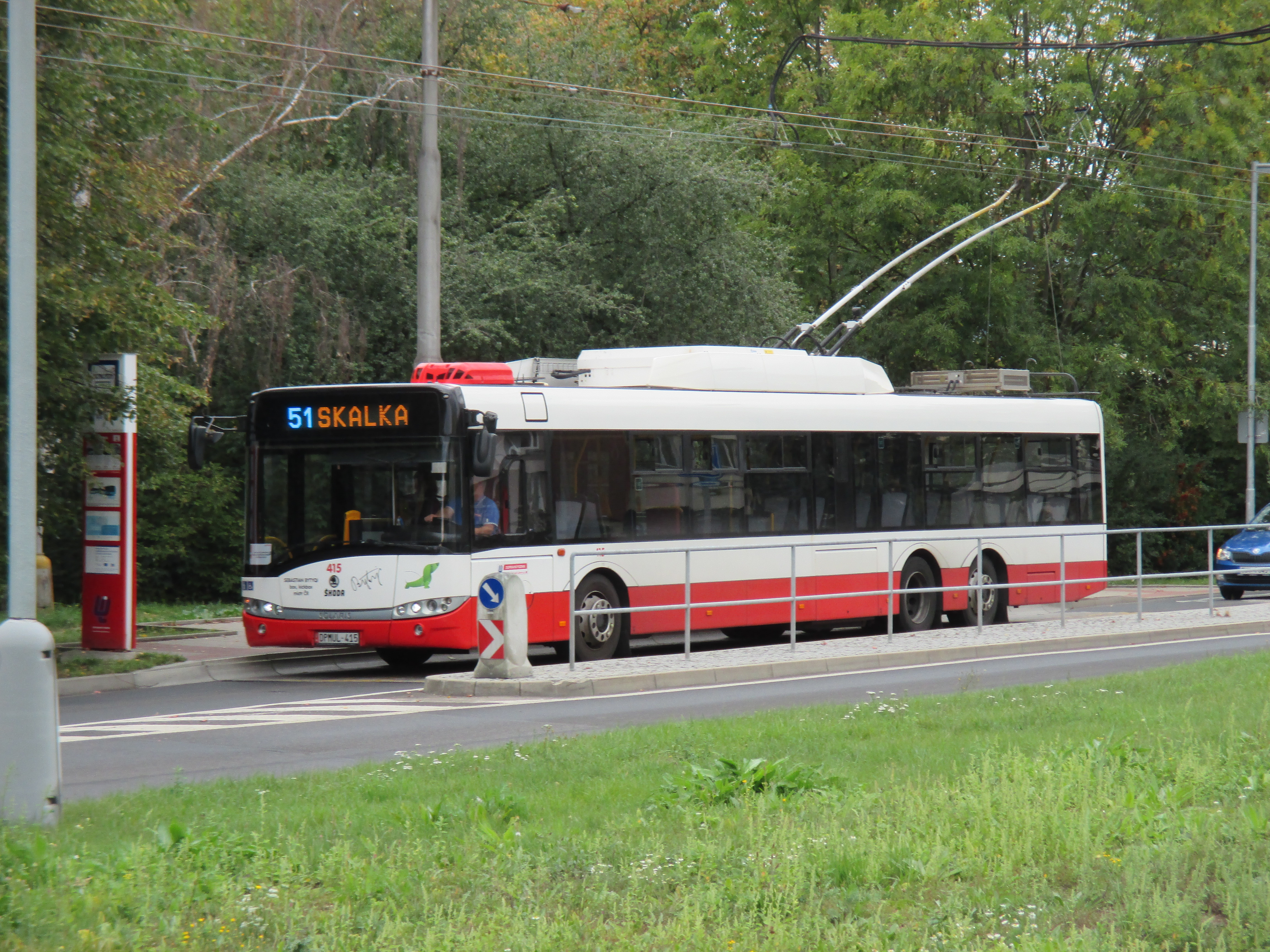
シュコダ28Tr（2018年撮影）

## 参考資料
- Dopravní podnik města Ústí nad Labem a.s. [in 英語] (2021年5月20日). VÝROČNÍ ZPRÁVA 2020 (Report). 2021年11月22日閲覧。